# Eleonor Hultin
Eleonor Hultin (* 9. August 1963) ist eine ehemalige schwedische Fußballspielerin. Die Stürmerin, die 1983 in der Nationalmannschaft debütiert hatte, wurde 1989 Torschützenkönigin der Damallsvenskan und im selben Jahr mit Jitex BK Meisterin in der höchsten Spielklasse Schwedens. 

## Karriere

### Vereine
Ab spätestens 1983 spielte Hultin in der Frauen-Wettkampfmannschaft des Göteborger Klubs GAIS und empfahl sich im selben Jahr für die Nationalelf, für die sie beim 5:0-Erfolg über die Nationalmannschaft Islands im August debütierte. Bei Einführung der Damallsvenskan mit der Spielzeit 1988 erreichte sie mit ihrer Mannschaft den fünften Tabellenrang und verpasste somit die Endrunde der besten vier Vereine knapp hinter Mallbackens IF. Zur folgenden Spielzeit wechselte sie innerhalb Göteborgs zum Vizemeister Jitex BK. Dort führte sie die Mannschaft mit 25 Toren zur Tabellenführung am Ende der regulären Spielzeit und krönte sich damit zur Torschützenkönigin („Skyttedrottningar“). In der Endrunde war Jitex BK gegen die Frauen von Djurgårdens IF respektive Malmö FF Dam erfolgreich und holte sich zum insgesamt sechsten Mal in der Vereinsgeschichte den Meistertitel. Im selben Jahr erhielt sie, wie bereits zwei Jahre zuvor, die Auszeichnung als „Årets Fotbollstjej“, der Vorgängerauszeichnung des Diamantbollen als Fußballerin des Jahres. Später lassen sich noch Kopparberg/Landvetter und IK Zenith als weitere Stationen ihrer Laufbahn nachweisen.

### Nationalmannschaft
In ihrer aktiven Zeit bestritt Hultin 24 Länderspiele, in denen sie sechs Tore erzielte. Sie gehörte der Mannschaft an, die bei der Europameisterschaft 1989 durch einen 2:1-Sieg über die Nationalmannschaft Italiens die Bronzemedaille gewann. Im entscheidenden Spiel wurde sie beim Zwischenstand von 0:1 für Anneli Andelén ausgewechselt; Pia Sundhage und Helen Johansson wendeten das Spiel noch zu Gunsten der Skandinavierinnen.

## Auszeichnungen
- Schwedische Fußballspielerin des Jahres 1987, 1989